# Boletus neotropicus
Boletus neotropicus es una especie de hongo boleto en la familia Boletaceae. Se lo ha encontrado en Belice, y fue descrito en el 2007.